# Aramese diaspora
Aramese diaspora, ook wel Assyrische diaspora genoemd (Syrisch: ܓܠܘܬܐ, golutho), is een term die wordt gebruikt om de Arameeërs gemeenschappen buiten hun historische bakermat aan te duiden. De Arameeërs zijn een inheems volk uit Mesopotamië en de Levant.
Het historische Aramese thuisland bevindt zich in het huidige Zuidoost-Turkije, Syrië en Noord-Irak, een gebied dat overeenkomt met het oude Aram. Naast de gevestigde gemeenschappen in deze regio bestond er al eeuwenlang een Aramese diaspora, onder andere in Egypte en door missionaire activiteiten in India. Tot aan de Aramese Genocide leefde het merendeel van de Arameeërs in hun thuislanden, waar zij minstens 3000 jaar gevestigd waren.
De eerste significante Aramese migratie naar de westerse wereld begon in de 19e eeuw, toen Arameeërs uit hun bakermat emigreerden naar de Verenigde Staten en Canada. Later volgde een grotere migratiegolf naar Europa, met name als gastarbeiders. Tegenwoordig bevinden de grootste Aramese diaspora-gemeenschappen zich in Zweden, Duitsland, de Verenigde Staten en Australië.
Arameeërs die behoren tot de Syrisch-Orthodoxe Kerk wonen voornamelijk in Europa, terwijl oosterse Arameeërs die tot Oost-Syrische kerken behoren vooral in de Verenigde Staten en Australië gevestigd zijn. Onderdrukking en vervolging van christelijke Arameeërs in het Midden-Oosten hebben bijgedragen aan een verdere verspreiding van de diaspora, vooral in West-Europa, Noord-Amerika en Australië.

## Arameeërs in Europa
De eerste grote migratiegolf van Arameeërs naar Europa begon met de komst van gastarbeiders in de jaren 1960 en 1970. Na 1975 volgde een tweede golf van Aramese migratie, veroorzaakt door toenemende onderdrukking en oplopende spanningen tussen de Turkse overheid en de PKK in de Aramese regio Tur Abdin. Vanaf de jaren 1980 en 1990 migreerden ook Arameeërs uit Syrië, en na de eerste en tweede Golfoorlog volgden Aramese gemeenschappen uit Irak.  
De meest recente migratiegolf vond plaats als gevolg van de Syrische Burgeroorlog en de opkomst van IS in 2014, wat leidde tot de vlucht van veel Arameeërs uit Syrië en Irak. De grootste Aramese gemeenschappen in Europa bevinden zich in Zweden, Duitsland en Nederland, in steden zoals Södertälje, Gütersloh, Gießen en Enschede.

## Arameeërs in de Benelux

### Arameeërs in Nederland
In Nederland woont een Aramese gemeenschap van ongeveer 30.000 mensen, voornamelijk gevestigd in Twente en Amsterdam. De eerste groep Arameeërs arriveerde rond 1960 als gastarbeiders uit de Aramese regio Tur Abdin.  
In 1977 werd in Hengelo de eerste Syrisch-Orthodoxe kerk van Europa gesticht. Enkele jaren later, in 1981, werd onder leiding van aartsbisschop Julius Yeshu Çiçek het eerste Syrisch-Orthodoxe klooster van Europa opgericht in Glane. Dit klooster, bekend als het Mor Ephrem Klooster, beschikt over het grootste grafkeldercomplex van Europa.
In oktober 2023 ging een documentaire over aartsbisschop Julius Yeshu Çiçek in première in bioscoop Kinepolis Enschede. De film belicht zijn leven, zijn werk en zijn nalatenschap voor de Aramese gemeenschap en de Syrisch-Orthodoxe Kerk. Çiçek wordt beschouwd als de stichter van de Syrisch-Orthodoxe Kerk in West-Europa en was de eerste aartsbisschop in Europa. Zijn zetel bevond zich in het Mor Ephrem Klooster in Glane, gemeente Losser.

### Arameeërs in België
In België wonen ongeveer 20.000 Arameeërs. De eerste Aramese migranten in België waren afkomstig uit de Aramese regio Tur Abdin. Daarnaast vestigde zich in dezelfde periode een aanzienlijk aantal Arameeërs uit dorpen ten oosten van Tur Abdin, waaronder Hassana, Herbole, Bespin en Gaznakh.  
De Aramese gemeenschap in België is voornamelijk gevestigd in Brussel, Mechelen en Luik.

## Arameeërs in Duitsland
De Aramese gemeenschap in Duitsland telt tussen de 100.000 en 120.000 personen. De eerste Arameeërs arriveerden in de jaren 1960 als gastarbeiders. Sindsdien heeft de gemeenschap zich verder uitgebreid en bijgedragen aan de culturele diversiteit van het land.
Grote Aramese gemeenschappen bevinden zich in verschillende Duitse steden en regio’s, waaronder Gronau, Gütersloh, Paderborn, Gießen, Wiesbaden en Augsburg.
Het Onderzoekscentrum voor Aramese Studies richt zich op het bestuderen en behouden van de geschiedenis, taal en cultuur van de Arameeërs, die tegenwoordig verspreid leven in Duitsland en andere delen van de diaspora.

## Arameeërs in Zweden
In Zweden wonen tussen de 150.000 en 200.000 Arameeërs. De eerste groep van 205 Aramese vluchtelingen arriveerde in de eerste helft van 1967 vanuit Libanon. Grote Aramese gemeenschappen bevinden zich in Stockholm en omliggende gebieden. De tweede migratiegolf bestond uit gastarbeiders, terwijl een derde golf na 1975 volgde als gevolg van toenemende spanningen tussen de Turkse overheid en de Koerdische PKK in de Aramese regio Tur Abdin.  
Het Aramese televisiekanaal Suryoyo Sat is gevestigd in Södertälje. Daarnaast zijn verschillende voetbalclubs in Zweden opgericht door Arameeërs. De twee bekendste zijn Syrianska FC en Arameiska-Syrianska Botkyrka IF. Syrianska FC speelde van 2010 tot en met 2012 op het hoogste niveau in Zweden.
Met meer dan 22.000 inwoners heeft Södertälje de grootste Aramese gemeenschap in Europa, wat neerkomt op meer dan een derde van de totale bevolking van de stad.

## Arameeërs in de Verenigde Staten
De eerste Arameeërs vestigden zich in de Verenigde Staten in 1840, waarschijnlijk als gevolg van hun samenwerking met Amerikaanse missionarissen in het Midden-Oosten. In de late 19e eeuw verlieten grote aantallen Arameeërs hun thuisland vanwege onderdrukking van de christelijke Aramese gemeenschap. Deze gebeurtenissen markeerden het begin van de Aramese diaspora en de vestiging van de eerste grote groep Arameeërs in de Verenigde Staten.
De eerste Syrisch-Orthodoxe Kerk in de westerse wereld werd in de Verenigde Staten opgericht. Deze en andere Aramese kerken en organisaties speelden een belangrijke rol in het behoud van de Aramese identiteit en cultuur binnen de gemeenschap.  
Tegenwoordig wonen er ongeveer 200.000 Arameeërs in de Verenigde Staten, met grote gemeenschappen in de staten Californië, Illinois, Michigan, New Jersey, New York en Texas.

## Arameeërs in Latijns-Amerika
De Arameeërs vormen een etnische diaspora in verschillende Latijns-Amerikaanse landen, waaronder Brazilië, Argentinië, Chili en Peru. Veel Arameeërs migreerden naar Zuid-Amerika als gevolg van de Aramese Genocide van 1915, waarbij duizenden Arameeërs werden vervolgd door Ottomaanse troepen en Koerdische milities. Deze vluchtelingen vestigden zich voornamelijk in landen als Brazilië, waar ze hun toevlucht vonden in steden zoals São Paulo, Belo Horizonte, Campo Grande, en Rio de Janeiro.

## Bekende Arameeërs
- Sharbel Touma (voormalig profvoetballer)[26]
- Sanharib Malki Sabah (voormalig profvoetballer)[27][26]
- Mayckel Lahdo (voetballer)[28]
- Kennedy Bakırcıoğlu (voormalig profvoetballer)